# Список епархий Армянской апостольской церкви
Список епархий Армянской апостольской церкви содержит как ныне существующие епархии Армянской апостольской церкви, так и епархии, которые были упразднены.

## Армения
- Арагацотнская епархия ААЦ (Арагацотнская область, центр — Ошакан)
- Араратская епархия ААЦ (Ереван и Араратская область[1])
- Армавирская епархия ААЦ (Армавирская область, центр — Армавир)
- Артикская епархия ААЦ[2] (центр — Артик)
- Вайоцдзорская епархия ААЦ (центр — Ехегнадзор)
- Гегаркуникская епархия ААЦ (Гегаркуникская область, центр — Гавар)
- Гугаркская епархия ААЦ (Лорийский и Тавушский области, центр — Ванадзор)
- Котайкская епархия ААЦ (Котайкская область, центр — Цахкадзор)
- Сюникская епархия ААЦ (центр — Горис)
- Тавушская епархия ААЦ (центр — Иджеван)
- Ширакская епархия ААЦ (Ширакская область, центр — Гюмри)

## Азия
- Атропатенская епархия ААЦ (останы Западный и Восточный Азербайджан, центр — Тебриз)
- Тегеранская епархия ААЦ (Тегеран и прилегающие районы)
- Исфаханская епархия ААЦ (останы Шираз и Хузестан)
- Иракская епархия ААЦ (Ирак, центр — Багдад)
- Берийская епархия ААЦ (Сирия, центр — Алеппо)

## Европа
- Арцахская епархия ААЦ (бывшая непризнанная Нагорно-Карабахская Республика, центр — Степанакерт/Ханкенди[3])
- Грузинская епархия ААЦ (центр — Тбилиси)
- Ново-Нахичеванская и Российская епархия ААЦ (центр — Москва)[4]
- Епархия юга России ААЦ (центр — Краснодар)
- Епархия стран Балтии (центр — Рига)
- Английская епархия ААЦ (центр — Лондон)[5]
- Греческая епархия ААЦ (центр — Афины)
- Румынская епархия ААЦ (центр — Бухарест)
- Болгарская епархия ААЦ (центр — София)
- Германская епархия ААЦ (центр — Кёльн[6], епископ Серовбе Исаханян)
- Украинская епархия ААЦ (центр — Львов)
- Швейцарская епархия ААЦ (центр — Женева)
- Шведская епархия ААЦ (центр — Уппсала)

## Африка
- Египетская епархия ААЦ (Египет, Судан, Эфиопия, ЮАР, центр — Каир)

## Северная Америка
- Восточноамериканская епархия ААЦ (центр — Нью-Йорк)[7]
- Западноамериканская епархия ААЦ (центр — Лос-Анджелес)[8]
- Канадская епархия ААЦ (центр — Монреаль)[9]

## Южная Америка
- Аргентинская епархия ААЦ (центр — Буэнос-Айрес)
- Бразильская епархия ААЦ (центр — Сан-Паулу)
- Уругвайская епархия ААЦ (центр — Монтевидео)

## Австралия и Океания
- Австралийская епархия ААЦ (Австралия и Новая Зеландия, центр — Сидней)

## Экзархаты
- Экзархат Западной Европы ААЦ (Париж, Марсель, Лион, Голландия, Бельгия, Италия, Албания, центр — Париж)
- Экзархат Центральной Европы ААЦ (Австрия, Швеция, Норвегия, Финляндия, Дания, центр — Вена)
- Экзархат Индии и Дальнего Востока ААЦ (Индия, Сингапур, Индонезия, Мьянма, Китай)

## Упразднённые епархии
- Азербайджанская епархия ААЦ (центр — Баку)
- Аданская епархия (центр — Адана)
- Аджинская епархия (центр — Аджин)
- Адрианопольская епархия ААЦ (центр — Эдирне)
- Айнтапская епархия (центр — Айнтап)
- Александропольская епархия (центр — Александрополь)
- Амаданская епархия (центр — Амадан)
- Американская епархия
- Антиохская епархия Армянской апостольской церкви (центр — Антиохия)
- Армашская епархия (Измитский санджак и Базаркёйская каза)
- Астраханская епархия Армянской апостольской церкви (центр — Астрахань)
- Ахалцихская епархия Армянской апостольской церкви (центр — Ахалцха)
- Ахтамарская епархия
- Батавская епархия (центр — Батавия)
- Бейрутская епархия
- Бессарабская епархия
- Биледжикская епархия (центр — Биледжик)
- Бурсская епархия (центр — Бурса)
- Гандзакская епархия (центр — Гандзак)
- Горийская епархия Армянской апостольской церкви
- Дамаскская епархия
- Европейская епархия
- Зейтунская епархия (центр — Зейтун)
- Иерусалимская епархия Армянской Апостольской церкви
- Йозгатская епархия (центр — Йозгат)
- Калькуттская епархия (центр — Калькутта)
- Карсская епархия (центр — Карс)
- Кизлярская епархия (центр — Кизляр)
- Константинопольская епархия ААЦ (Стамбульский вилайет)
- Кюрюнская епархия (центр — Кюрюн)
- Малатийская епархия (центр — Малатья)
- Марашская епархия (центр — Мараш)
- Московская епархия Армянской апостольской церкви
- Нахиджеванская епархия (центр — Нахиджеван)
- Никомедийская епархия (центр — Никомедия)
- Норнахиджеванская епархия
- Нухинская епархия (центр — Нуха)
- Пайасская епархия (центр — Пайас)
- Пандермская епархия (центр — Пандерма)
- Петербургская епархия Армянской апостольской церкви
- Родостская епархия (центр — Родосто)
- Салоникская епархия ААЦ (центр — Эдирне)
- Сисская епархия (центр — Сис)
- Сучавская епархия (центр — Сучава)
- Тавризская епархия (центр — Тебриз)
- Тарантийская епархия (центр — Тарантия)
- Татевская епархия (центр — Горис)
- Теприкийская епархия (центр — Теприк)
- Тифлисская епархия Армянской апостольской церкви (центр — Тифлис)
- Фирнузская епархия
- Хизанская епархия
- Шемахинская епархия (центр — Шемаха)
- Шушинская епархия (центр — Шуша)
- Эриванская епархия (центр — Эривань)
- Яффская епархия (Яффская каза)